# جورج هوارد (سياسي)
جورج هوارد (بالإنجليزية: George Howard)‏ هو سياسي أمريكي، ولد في 21 نوفمبر 1789 في أنابولس في الولايات المتحدة، وتوفي في 2 أغسطس 1846 في بالتيمور في الولايات المتحدة. حزبياً، نشط في الحزب الوطني الجمهوري ‏. وقد انتخب حاكم ماريلاند ‏.